# Макеевуголь
«Макеевуголь» — угледобывающее предприятие, расположенное в городе Макеевка Донецкой области Украины (с 2014 года город контролируется силами самопровозглашённой Донецкой Народной Республики). Образовано в 1936 году.
ГП «Макеевуголь» является одним из немногочисленных угледобывающих предприятий в регионе, имеющих на балансе не только коксующийся, но также и энергетический уголь.

## Состав
1. Шахта «Калиновская-Восточная»
2. Шахта «Холодная Балка»
3. Шахта имени С. М. Кирова
4. Шахта «Ясиновская-Глубокая»
5. Шахта «Северная» (заморожена)
6. Шахта имени В. И. Ленина (заморожена)
7. Шахта имени В. М. Бажанова (заморожена)
8. Шахта «Чайкино» (заморожена)
9. Шахта «Бутовская» (заморожена)

## Социальные объекты
1. пансионат «Светлана» (п. Мелекино)
2. 4 детских оздоровительных лагеря:

«Золотая Лилия» (г. Святогорск),
«Маяк» (с. Широкино Новоазовского р-на),
«Звездочка» (с. Безыменное Новоазовского р-на),
«Орленок» (с. Благодатное Амвросиевского р-на)

## Закрытые шахты
- в 1996 году:
  - «Центральная»,
- в 1997 году:
  - «Пролетарская-Крутая»,
  - «Червоногвардейская»,
  - имени С.Орджоникидзе,
- в 1999 году:
  - шахта № 21,
- в 2000 году:
  - шахта № 10-бис.
- В реструктуризации шахта № 13-бис

## Предприятие после 2014 года
В период войны в Донбассе «Макеевуголь» оказался в тяжелом состоянии. В 2016 году задолженность по заработной плате достигала 6 месяцев, в 2017 году задолженность сократилась до 3 месяцев, но из-за проблем со сбытом угля, работников и в 2017 году отправляли в неоплачиваемые отпуска.

## Награды
В 2012 году ГП «Макеевуголь» удостоилось награды в номинации «75 ударных». Награждение состоялось на общегородской акции «Макеевская весна».